# آیدین ارجمندی
آیدین ارجمندی (زادهٔ ۵ فروردین ۱۳۶۷ در تهران) طراح و کارتونیست ایرانی است. او تا کنون موفق به دریافت جوایز زیادی در رده ملی و بین‌المللی شده و عضو رسمی کنسرسیوم جهانی طراحی، باشگاه جهانی دیزاین، انجمن بین‌المللی صنایع خلاق، و مجمع بین‌المللی طراحان می‌باشد.

## زندگی حرفه ای
آیدین ارجمندی فعالیت جدی هنری خود را از سنین نوجوانی با کشیدن کاریکاتور آغاز کرد و در سال ۱۳۸۵ با انتخاب به عنوان دبیر کانون هنرهای تجسمی دانشگاه خوارزمی فرصت بیشتری برای پیشرفت در این حوزه یافت. در همان زمان و در حالی که ۱۸ سال سن داشت، در سایت خبری تابناک به عنوان کارتونیست مشغول به کار شدو پس از آن همکاری حرفه ای خود با شرکت‌های تبلیغاتی را نیز با ساخت تیزر و موشن گرافیک آغاز کرد. در سال ۱۳۸۶ با کسب سه جایزه در جشنواره سراسری طنز داشنجویی اولین جوایز ملی خود را بدست آورد. او تا کنون جوایز زیادی در رشته‌های کارتون و طراحی صنعتی را از فستیوال‌های مطرحی در جهان از آن خود کرده است. آیدین ارجمندی در حال حاضر در استودیوی شخصی خود در تهران مشغول به فعالیت در حوزه دیزاین بوده و به عنوان مدرس در دانشکده هنر دانشگاه آزاد اسلامی واحد تهران مرکزی مشغول به تدریس است. او همچنین مدرس و مدیر بازاریابی انیستیتو فشن بورگو در قطر و مدیر بخش بین‌الملل جشنواره دیزاین جمهوری آذربایجان می‌باشد.

### چلوریدو
در سال ۲۰۱۵ آیدین ارجمندی با ابداع سازی به نام چلوریدو موفق به کسب جایزه A'Design Award از ایتالیا شد. همان گونه که از نام این ساز پیداست، این طرح جدید، تلفیقی است از دو ساز ویولن سل و دیجریدو. مسابقه و جوایز طراحی A'Design، بزرگ‌ترین رقابت سالانهٔ جهانی است که بهترین طراحان، معماران و شرکت‌های فعال در این زمینه را در سراسر جهان معرفی کرده و آنها را مورد تشویق و ستایش قرار می‌دهد. این مسابقه طیف وسیعی از دنیای طراحی را در برمی‌گیرد. طراحی مبلمان و اسباب منزل، محصولات ویژه نوزادان، کودکان و نوجوانان، طراحی جواهر، طراحی لوازم الکتریکی، طراحی فضا پیما، هواپیما و سفینه‌های فضایی، طراحی صنعتی، گرافیک و معماری از این جمله‌اند. این مسابقه شانس بزرگی در اختیار افراد قرار می‌دهد تا ایده‌های نو و خلاقانهٔ خود را در سطحی جهانی معرفی نموده و نماینده‌ای شایسته برای کشور خود باشند. تمرکز داوران این مسابقه بیش از هر چیز بر نوآوری، خلاقیت، تکنولوژی و طراحی استوار بوده و هر ساله بهترین‌ها در این زمینه را به جهانیان معرفی می‌کنند. این ایده در زمانی که ارجمندی در دورهٔ فوق لیسانس طراحی صنعتی تحصیل می‌کرد، به ذهن او خطور کرد. در جریان ارائهٔ تز، او کوردوفون یا ساز زهی الکتریکی فغان را ارائه داد که بعدها در طراحی چلوریدو مورد استفاده قرار گرفت. چلوریدو در واقع ترکیبی از یک ساز زهی-آرشه ای غربی و یک ساز بادی است.

### کمیک و انیمیشن فریبرز
مجموعه کمیک و انیمیشن فریبرز که تولید و انتشار آن از سال ۱۳۹۵ در اینستاگرام آغاز شد داستان کاراکتری خیالی به نام‌های فریبرز است که با دوست خود بهرنگ و روح پدر بزرگش در فضایی رئال به همراه آیدین با دیالوگ‌های کوتاه مسائل اجتماعی، احساسی و گهگاه سیاسی روز را به شکل طنز بیان می‌کنند. این مجموعه کمیک در ایران توانست در مدت زمان کوتاهی علاقه‌مندان زیادی را مجذوب خود کرده و در خارج از کشور نیز فرم و تکنیک جدیدی که در کار مورد استفاده قرار گرفته بود تحسین منتقدان را به همراه داشت.

## عضویت در هیئت ژوری مسابقات بین‌المللی
آیدین ارجمندی علاوه بر کسب جوایز متعدد، عضو تیم داوری فستیوال‌های بین‌المللی در حوزه دیزاین نیز بوده که از جمله آن می‌توان به موارد زیر اشاره کرد:
- جایزه A'Design Award ایتالیا: ۲۰۱۶، ۲۰۱۷، ۲۰۱۸، ۲۰۱۹، ۲۰۲۰[۲۵]
- جایزه Design Excellence Award آمریکا: ۲۰۱۸[۲۶]
- جایزهArchstorming Design Competition آمریکا:۲۰۱۸[۲۷]
- جایزه Asia Design Prize کره جنوبی:۲۰۱۹[۲۸]
- جایزه نورپردازی LIT Award آمریکا ۲۰۱۹٬۲۰۲۰[۲۹]
- جایزه Design Educates Awards آلمان ۲۰۱۹، ۲۰۲۰،[۳۰] ۲۰۲۱[۳۱]
- جایزه Azerbaijan Design Award جمهوری آذربایجان:۲۰۲۰[۳۲]
- جایزه IndustArt اوکراین: ۲۰۱۹[۳۳]
- جایزهEnvent Design Challenge هندوستان:۲۰۱۹[۳۴]
- جایزه Ukrainian Design Award اوکراین: ۲۰۲۰[۳۵][۳۶]
- جایزه International Design Award آمریکا: ۲۰۲۰[۳۷]
- جایزه European Product Design Award مجارستان: ۲۰۲۰[۳۸]
- جایزه Stevie Awards آمریکا:۲۰۲۰[۳۹]